# Corning (New York)
Pour les articles homonymes, voir Corning.
Corning est une ville américaine du comté de Steuben dans l'État de New York. Sa population était de 11 183 habitants au recensement de 2010.

## Histoire
En 1903, le maître verrier  Frederick Carder fonde une usine, la Steuben Glass Works (en), à Corning ,.
En 1951, est créé le Corning Museum of Glass,.